# Макс Бранд (футболіст)
Макс Бранд (нім. Max Brand, 8 січня 1895, Берн — 16 серпня 1973, там само) — швейцарський футболіст, що грав на позиції нападника. Відомий виступами за клуб «Берн», а також національну збірну Швейцарії.

## Клубна кар'єра
На клубному рівні грав у складі команди «Берн». В 1923 році його клуб виграв чемпіонат Швейцарії, зігравши в фінальному турнірі з «Янг Фелловз Цюрих» (1:0) і «Серветтом» (0:0). Але пізніше «Берн» позбавили титулу через участь незаявленого гравця в матчі групового турніру проти «Базеля». Команді зарахували технічну поразку, що призвело до ситуації, в якій «Берн» втратив перше місце в групі Центр на користь «Янг Бойза». Таким чином, саме цей клуб мав грати у фінальному турнірі, але перегравання не відбулось і титул був оголошений нерозіграним. 
В 1921 році став з командою переможцем Кубка Оха, передвісника Кубка Швейцарії. В 1925 році клуб обіграв переможця другого розіграшу Кубка Оха «Конкордію» (Базель) і забрав цей трофей назавжди у свій музей.
Фіналіст першого розіграшу Кубка Швейцарії 1926 року. У фіналі «Берн» поступився «Грассгопперу» з рахунком 1:2

## Виступи за збірну
В складі національної збірної Швейцарії грав з 1921 по 1927 рік. Провів у її формі загалом 10 матчів і забив 3 голи. Був учасником футбольного турніру на Олімпійських іграх 1928 року у Амстердамі, де його збірна в першому ж матчі 1/8 фіналу поступилась Німеччині (0:4). Залишився запасним у цьому матчі.